# Droga wojewódzka nr 876
Droga wojewódzka nr 876 (DW876) – droga wojewódzka o długości 24,9 km łącząca DK50 w Chudolipiu z DW722 w miejscowości Łoś. Na odcinku między Piotrkowicami a Tarczynem droga stanowi część tzw. Traktu Tarczyńskiego. 